# Giornata internazionale del jazz
L'International Jazz Day è una giornata internazionale istituita dall'Organizzazione delle Nazioni Unite per l'Educazione, la Scienza e la Cultura (UNESCO) nel 2011 "per dare risalto al jazz e al suo ruolo diplomatico nell'unire i popoli in ogni angolo del globo". Si celebra ogni anno il 30 aprile. L'idea è nata dal pianista jazz e Ambasciatore di Buona Volontà dell'UNESCO, Herbie Hancock. Il Jazz Day è presieduto da Hancock e dal Direttore Generale dell'UNESCO. La celebrazione è presente nei calendari sia dell'UNESCO che delle Nazioni Unite.
L'Herbie Hancock Institute of Jazz (precedentemente Thelonious Monk Institute of Jazz), un'ONG americana presieduta anch'essa da Hancock, è il partner organizzativo principale del Jazz Day. L'istituto coordina le attività negli stati membri dell'UNESCO e la Global Host Celebration. Gli eventi nella città ospitante culminano in un All-Star Global Concert, che coinvolge numerosi musicisti jazz provenienti da tutto il mondo che si esibiscono in un luogo storico o nei suoi dintorni.
La celebrazione della Giornata internazionale del jazz del 2022 ha visto un concerto globale All-Star presso la Sala dell'Assemblea generale delle Nazioni Unite, con Herbie Hancock, Gregory Porter, Shemekia Copeland, Marcus Miller, Mark Whitfield, Hiromi, Linda Oh, David Sanborn, Randy Brecker, Ravi Coltrane, Zakir Hussain, Brian Blade e altri.